# Múscul adductor del polze
El múscul adductor del polze o adductor del dit polze (musculus adductor pollicis), és un múscul de la mà, situat a la part lateral o externa de la regió anterior o palmar (l'eminència tenar). La seva funció és l'adducció del dit polze. Té dos caps: una transversa i una altra obliqua. És una zona carnosa, plana, triangular, i el múscul té forma de ventall. Està sota els tendons flexors llargs i els músculs lumbricals, en el centre del palmell de la mà. Queda recobert pels ossos metacarpians i els músculs interossis palmars.
L'adducció del polze fa possible portar el dit cap al pla del palmell de la mà des d'una posició d'abducció; és a dir, des del palmell de la mà cap al costat de la mà al costat del primer dit.

## Estructura
El múscul adductor del polze és el més profund dels músculs que conformen l'eminència tenar de la mà. Està format per dos feixos o caps, entre els quals passa l'artèria radial:
- Cap oblic. També anomenat adductor oblic del polze (adductor oblic pollicis), s'origina de diverses estries que parteixen de l'os gran del carp, les bases del segon i tercer metacarp, els lligaments intercarpians i la beina del tendó del múscul palmar major. Des d'aquest origen, la majoria de les fibres passen obliquament cap amunt i convergeixen en un tendó que, unit amb els tendons de la porció medial de l'adductor curt del polze i el cap transversal de l'adductor del polze, s'insereix a la cara palmar de la base de la primera falange del polze. En el tendó es troba un os sesamoide. Un fascicle de considerable grandària travessa encara més obliquament per sota del tendó d'inserció de l'adductor del polze, per unir-se a la porció lateral de l'adductor curt del polze i el flexor curt del polze.

- Cap transvers. També anomenat adductor transvers del polze (adductor transversus pollicis) és un feix profund, de forma triangular. S'origina amb una base ampla des dels dos terços proximals de la superfície palmar del tercer os metacarpià. Les fibres musculars convergeixen per inserir-se juntament amb la part medial del flexor curt del polze a la part cubital de la base del primer os (falange) del polze.

## Innervació i irrigació
Està innervat per una branca profunda del nervi cubital (C8-D1). L'artèria radial passa en corba entre els dos caps del múscul adductor del polze, des del dors de la mà fins a la palma, tot formant l'arc palmar profund.